# Переборово
Переборово — село в Суздальском районе Владимирской области России, входит в состав Павловского сельского поселения.

## География
Село расположено на правом берегу реки Нерли (приток Клязьмы) в 10 км на северо-восток от центра поселения села Павловского и в 12 км на юго-восток от районного центра города Суздаля.

## История
Исторически известным Переборово становится во второй половине XIV столетия, в это время село принадлежало Суздальскому князю Ивану Борисовичу. В начале XV столетия при суздальском епископе Митрофане князь Иван Борисович пожертвовал Переборово Спасо-Евфимиеву монастырю, основателем которого был его отец князь Борис Константинович. Данная монастырю грамота на село Переборово значится в описи монастыря 1660 года под № 125. В монастырских приходорасходных книгах 1697 года показано, что «с села Переборова взято с крестьян с 19 вытей с четвертью 19 руб. 8 алтын 3 денги; платил Василко Павлов». Вотчиной Спасо-Евфимиева монастыря Переборово оставалось до 1764 года. Церковь в Переборове существовала еще в начале XV столетия, но в честь какого святого устроена была первоначальная в селе церковь - неизвестно. В настоящее время в селе существует церковь в честь святого и чудотворного Николая; зданием каменная, двухэтажная, построена средствами прихожан в 1778 году. Одновременно с церковью построена колокольня и ограда - каменные же. Престолов в церкви два: в верхнем холодном этаже – в честь святого Николая, а в нижнем теплом этаже – в честь святого пророка Илии. В 1896 году приход: село и деревни: Бобарино и Дровники; всех дворов в приходе 181, душ мужского пола 508, женского — 512. С 1883 года в селе существовала церковно-приходская школа.
В конце XIX — начале XX века село входило в состав Городищевской волости Суздальского уезда.
С 1929 года село входило в состав Спас-Городищенского сельсовета Суздальского района, с 1965 года — в составе Павловского сельсовета.

## Население
| 1859 | 1897 | 1926 |
| ---- | ---- | ---- |
| 445  | 556  | 617  |

| 1859 | 1897 | 1905 | 1926 | 2002 | 2010 | 2021 |
| ---- | ---- | ---- | ---- | ---- | ---- | ---- |
| 445  | ↗556 | ↘555 | ↗617 | ↘40  | ↗62  | ↗145 |

## Достопримечательности
В селе находится действующая Церковь Николая Чудотворца (1778).